# Aiptasiidae
Aiptasiidae — родина одиночних коралових поліпів ряду Актинії (Actiniaria). Родина включає в себе 5 родів і 21 вид.

## Роди
- Aiptasia Gosse, 1858
- Aiptasiogeton Schmidt, 1972
- Bartholomea Duchassaing de Fombressin & Michelotti, 1864
- Neoaiptasia Parulekar, 1969
- Paraiptasia England, 1992